# Samuel Hill (cyclisme, 1995)
Pour les articles homonymes, voir Hill.
Samuel Hill, né le 24 août 1995, est un coureur cycliste australien.

## Biographie
En juin 2019, il s'impose en solitaire sur la troisième étape du Tour des Philippines. Il s'agit de son premier succès acquis sur une compétition inscrite au calendrier de l'UCI. 

## Palmarès et résultats

### Palmarès par année
- 2015
  - 2e étape du Tour de Bright
- 2016
  - Gunnedah to Tamworth Race
- 2018
  - Gunnedah to Tamworth Race
- 2019
  - 3e étape du Tour des Philippines
  - 1re étape du Tour des Tropiques
  - 2e du Tour de Tweed
  - 2e du Tour of the King Valley
  - 2e du National Road Series
- 2021
  - 2e de la Grafton to Inverell Classic
- 2022
  - 3e de la Grafton to Inverell Classic

### Classements mondiaux
| Année            | 2019 | 2020 |
| ---------------- | ---- | ---- |
| UCI Oceania Tour | 112e | 94e  |